# Saint-Ghislain
Saint-Ghislain (Picard: Sint-Guilin)là một đô thị ở tỉnh Hainaut. Tại thời điểm ngày 1 tháng 1 năm 2006, đô thị này có dân số 22.466 người. Tổng diện tích là 70,18 km², với mật độ dân số 320 người trên mỗi km².